# Sicyos macrocarpus
Sicyos macrocarpus är en gurkväxtart som beskrevs av Célestin Alfred Cogniaux. Sicyos macrocarpus ingår i släktet hårgurkor, och familjen gurkväxter. Inga underarter finns listade i Catalogue of Life.